# Ndioum
Ndioum ist die größte Stadt im Département Podor der Region  Saint-Louis, gelegen im Norden des Senegal.

## Geographische Lage
Das eng begrenzte Stadtgebiet von Ndioum ist als Enklave allseits umgeben von der Landgemeinde Gamadji Saré und genießt im Département Podor eine zentrale Lage. Die Stadt liegt gegenüber der langgezogenen Insel Morfil am linken südlichen Ufer des in westliche Richtung mäandrierenden Doué, der diese Insel als linker südlicher Nebenarm des Senegal-Stroms vom Rest des Landes trennt. Am östlichen Stadtrand führt eine der wenigen Straßenbrücke über den Doué. Sie ist 170 Meter lang.
Ndioum liegt 362 Kilometer nordöstlich von Dakar, 206 Kilometer östlich der Regionalpräfektur Saint-Louis und 37 Kilometer südöstlich von Podor.

## Geschichte
Das Dorf Ndioum erlangte 1990 den Status einer Commune (Stadt).

## Bevölkerung
Nach den letzten Volkszählungen hat sich die Einwohnerzahl der Stadt wie folgt entwickelt:
| Jahr | Einwohner |
| ---- | --------- |
| 1988 | 3.924     |
| 2002 | 12.407    |
| 2013 | 14.341    |

## Verkehr
Die Nationalstraße N 2 verbindet Ndioum mit allen Städten der Flussregionen von Saint-Louis im Westen bis Kidira im Osten des Landes. Die nächstgelegenen Städte an der N2 sind Dagana (95 km) im Westen und Thilogne (137 km) im Südosten. Seit Oktober 2014 führt der Pont de Ndioum von der Stadt über den Senegal-Nebenarm Doué auf die Insel Morfil und verbindet so deren Mittelteil mit dem nationalen Fernstraßennetz.
Über die N2 ist Ndioum mit dem 40 km entfernt gelegenen Flugplatz Podor und mit dem nationalen Luftverkehrsnetz verbunden.